# Горњи Ступањ
Горњи Ступањ је насеље у Србији у општини Александровац у Расинском округу. Према попису из 2022. има 440 становника (према попису из 2011. било је 568 становника).

## Демографија
У насељу Горњи Ступањ живи 576 пунолетних становника, а просечна старост становништва износи 47,9 година (47,0 код мушкараца и 48,8 код жена). У насељу има 209 домаћинстава, а просечан број чланова по домаћинству је 3,22.
Ово насеље је у потпуности насељено Србима (према попису из 2002. године), а у последњих пет пописа, примећен је пад у броју становника.
|  |

| Демографија | Демографија | Демографија |
| Година      | Становника  | Становника  |
| ----------- | ----------- | ----------- |
| 1948.       | 1.108       |             |
| 1953.       | 1.166       |             |
| 1961.       | 1.101       |             |
| 1971.       | 1.022       |             |
| 1981.       | 925         |             |
| 1991.       | 859         | 843         |
| 2002.       | 674         | 691         |
| 2011.       | 568         |             |
| 2022.       | 440         |             |

| Етнички састав према попису из 2002.‍ | Етнички састав према попису из 2002.‍ | Етнички састав према попису из 2002.‍ | Етнички састав према попису из 2002.‍ | Етнички састав према попису из 2002.‍ |
| ------------------------------------ | ------------------------------------ | ------------------------------------ | ------------------------------------ | ------------------------------------ |
|                                      |                                      |                                      |                                      |                                      |
| Срби                                 | Срби                                 |                                      | 673                                  | 99,85%                               |
| непознато                            | непознато                            |                                      | 1                                    | 0,14%                                |

| Година пописа     | 1948. | 1953. | 1961. | 1971. | 1981. | 1991. | 2002. |
| ----------------- | ----- | ----- | ----- | ----- | ----- | ----- | ----- |
| Број домаћинстава | 191   | 210   | 223   | 234   | 231   | 224   | 209   |

| Број чланова      | 1  | 2  | 3  | 4  | 5  | 6  | 7 | 8 | 9 | 10 и више | Просек |
| ----------------- | -- | -- | -- | -- | -- | -- | - | - | - | --------- | ------ |
| Број домаћинстава | 35 | 51 | 42 | 31 | 21 | 22 | 6 | 1 | 0 | 0         | 3,22   |

| Пол    | Укупно | Неожењен/Неудата | Ожењен/Удата | Удовац/Удовица | Разведен/Разведена | Непознато |
| ------ | ------ | ---------------- | ------------ | -------------- | ------------------ | --------- |
| Мушки  | 296    | 56               | 213          | 25             | 1                  | 1         |
| Женски | 294    | 24               | 215          | 53             | 2                  | 0         |
| УКУПНО | 590    | 80               | 428          | 78             | 3                  | 1         |

| Пол    | Укупно                    | Пољопривреда, лов и шумарство | Рибарство                            | Вађење руде и камена | Прерађивачка индустрија       |
| ------ | ------------------------- | ----------------------------- | ------------------------------------ | -------------------- | ----------------------------- |
| Мушки  | 173                       | 73                            | 0                                    | 0                    | 72                            |
| Женски | 90                        | 46                            | 0                                    | 0                    | 23                            |
| УКУПНО | 263                       | 119                           | 0                                    | 0                    | 95                            |
| Пол    | Производња и снабдевање   | Грађевинарство                | Трговина                             | Хотели и ресторани   | Саобраћај, складиштење и везе |
| Мушки  | 0                         | 4                             | 10                                   | 0                    | 1                             |
| Женски | 0                         | 1                             | 6                                    | 2                    | 0                             |
| УКУПНО | 0                         | 5                             | 16                                   | 2                    | 1                             |
| Пол    | Финансијско посредовање   | Некретнине                    | Државна управа и одбрана             | Образовање           | Здравствени и социјални рад   |
| Мушки  | 0                         | 0                             | 1                                    | 2                    | 3                             |
| Женски | 1                         | 0                             | 1                                    | 3                    | 6                             |
| УКУПНО | 1                         | 0                             | 2                                    | 5                    | 9                             |
| Пол    | Остале услужне активности | Приватна домаћинства          | Екстериторијалне организације и тела | Непознато            | Непознато                     |
| Мушки  | 2                         | 0                             | 0                                    | 5                    | 5                             |
| Женски | 0                         | 0                             | 0                                    | 1                    | 1                             |
| УКУПНО | 2                         | 0                             | 0                                    | 6                    | 6                             |